# Philippe IV (roi de Macédoine)
Pour les articles homonymes, voir Philippe IV et Philippe de Macédoine.
Philippe IV (en grec ancien : Φίλιππος / Phílippos), né vers 315 av. J.-C., mort en 297 à Élatée, est un roi de Macédoine de la dynastie des Antipatrides qui règne en 297. Fils de Cassandre, il est le petit-fils par sa mère du roi Philippe II de Macédoine.

## Biographie
Fils aîné de Cassandre, il devient roi de Macédoine vers l'âge de 18 ans après la mort de son père au printemps 297 av. J.-C. Il ne lui survit que quatre mois à peine, laissant le trône à ses deux jeunes frères Alexandre V et Antipater sous la régence de leur mère Thessaloniké.
Selon Pausanias le Périégète, il serait mort de la tuberculose.